# Louis François Félix Musnier de La Converserie
Pour les articles homonymes, voir Musnier.
Louis François Félix Musnier de la Converserie, né le 18 janvier 1766 à Longueville, dans le Pas-de-Calais, et mort le 16 novembre 1837 à Paris, est un général français de la Révolution et de l’Empire. Il rejoint l'armée royale française comme sous-officier en 1781, après un passage à l'École militaire. Encore lieutenant en 1788, il bénéficie d'une promotion rapide au cours de la Révolution française. Après avoir servi comme aide de camp auprès du général de la Morlière, il est affecté en Vendée pour lutter contre les Chouans. Plus tard, il sert comme adjudant général au sein de deux états-majors successifs. En 1798, il est promu général de brigade pour s'être distingué en Italie.
En 1800 Musnier commande une brigade à la bataille de Marengo. Après une période d'inactivité relative au bout de laquelle il est promu général de division, il est envoyé participer à la guerre d'Espagne. Il intègre le 3e corps d'armée du maréchal Moncey puis de Junot. En 1809, le général Suchet prend le commandement du corps, et mène à sa tête une série de victoires ; pendant cette période, la division Musnier participe à de nombreux engagements. En 1814, Musnier retourne en France et est affecté à l'armée de Lyon, où il affronte les armées autrichiennes, et se rallie à Napoléon lors des Cent-Jours. Cependant, il subit les conséquences de ce choix à la seconde Restauration, en étant mis en disponibilité. Le général Musnier prend finalement sa retraite en 1832 et meurt à Paris le 16 novembre 1837. Son nom est inscrit sur l'Arc de triomphe de l'Étoile.

## Biographie

### Carrière sous la monarchie et la Révolution française

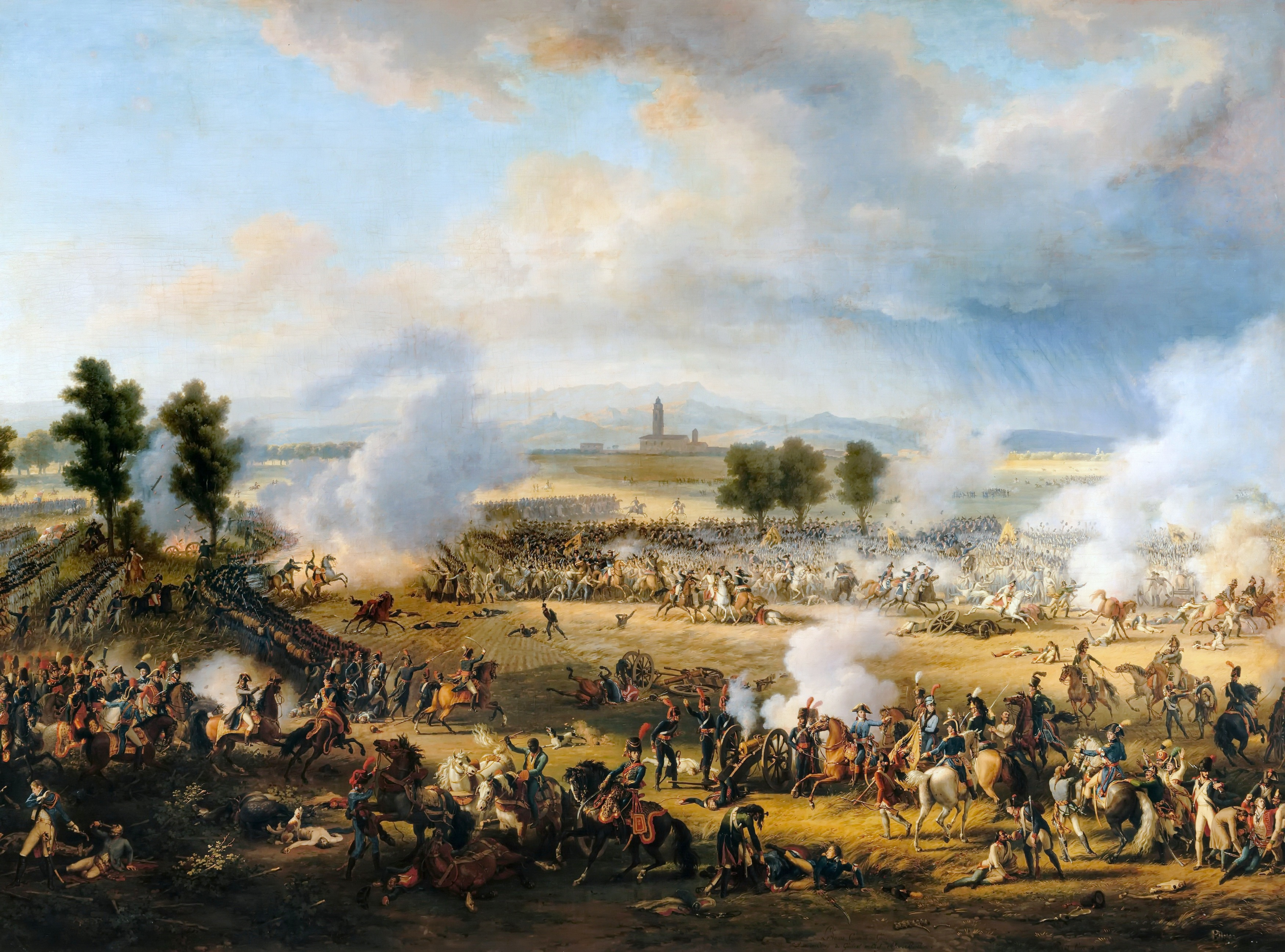
La division Boudet et la cavalerie de Kellermann attaquent les grenadiers autrichiens à la bataille de Marengo, le 14 juin 1800. Huile sur toile de Louis-François Lejeune.

Louis François Félix Musnier naît le 18 janvier 1766 à Longueville, dans le Pas-de-Calais. Le 22 août 1780, à l'âge de 14 ans, il entre à l'école militaire de Paris en tant que cadet-gentilhomme. Il est promu sous-lieutenant le 4 janvier 1781, et rejoint le régiment de Piémont en décembre de l'année suivante. Son avancement est assez lent : élevé au grade de lieutenant le 10 août 1788, il ne devient adjudant-major que le 15 septembre 1791, et passe capitaine le 1er mars 1792. Musnier devient alors l'aide de camp du général de la Morlière, général en chef de l'armée du Rhin en juillet 1792. L'année d'après, il est affecté à l'armée de l'Ouest pour participer à la guerre de Vendée. Le 27 mars 1795, il est nommé commandant du 1er bataillon de la 106e demi-brigade.
Musnier passe chef de brigade de la 187e demi-brigade le 5 septembre 1795, puis est transféré à la 60e. Nommé adjudant-général le 18 juillet 1796, il remplit les fonctions de chef d'état-major de l'armée du Nord et de l'armée de Batavie jusqu'en juillet 1798. Musnier rejoint alors l'armée d'Italie en octobre 1798, où il se distingue à la prise de Novare le 5 décembre ; pour ce fait d'armes, il est promu général de brigade. Il a été affecté avec son grade à la division Boudet, avec laquelle il prend part à la seconde campagne d'Italie, et s'empare de Plaisance le 7 juin 1800. À la bataille de Marengo, le 14 juin, sa brigade se compose de la 9e légère et de la 30e demi-brigade de ligne. Dans l'après-midi, sous le commandement du général Desaix, les troupes de Boudet débouchent sur le champ de bataille et redonnent courage aux soldats de Bonaparte en retraite. Les forces de Desaix, avec la 9e légère en tête, repoussent le 11e régiment autrichien de Wallis, mais reculent face à une brigade de grenadiers menée par le général Anton von Zach. Peu après, Desaix ordonne l'attaque générale : dans une action bien coordonnée, l'infanterie française met en désordre les grenadiers autrichiens tandis que la cavalerie lourde de Kellermann les charge de flanc. Desaix est mortellement blessé dans l'action, mais la brigade des grenadiers est anéantie, et son chef, Zach, est capturé. Ce succès détermine la retraite autrichienne.
Musnier est encore employé en Italie, notamment à la bataille de Pozzolo le 25 décembre 1800. Il est mis en disponibilité le 23 septembre 1801, avant d'être affecté au commandement de la 15e division militaire le 14 novembre. Sous le Consulat, il devient successivement membre et commandeur de la Légion d'honneur le 11 décembre 1803 et le 14 juin 1804, puis est électeur attaché au collège du Pas-de-Calais.

### Général d'Empire

#### Invasion de l'Espagne

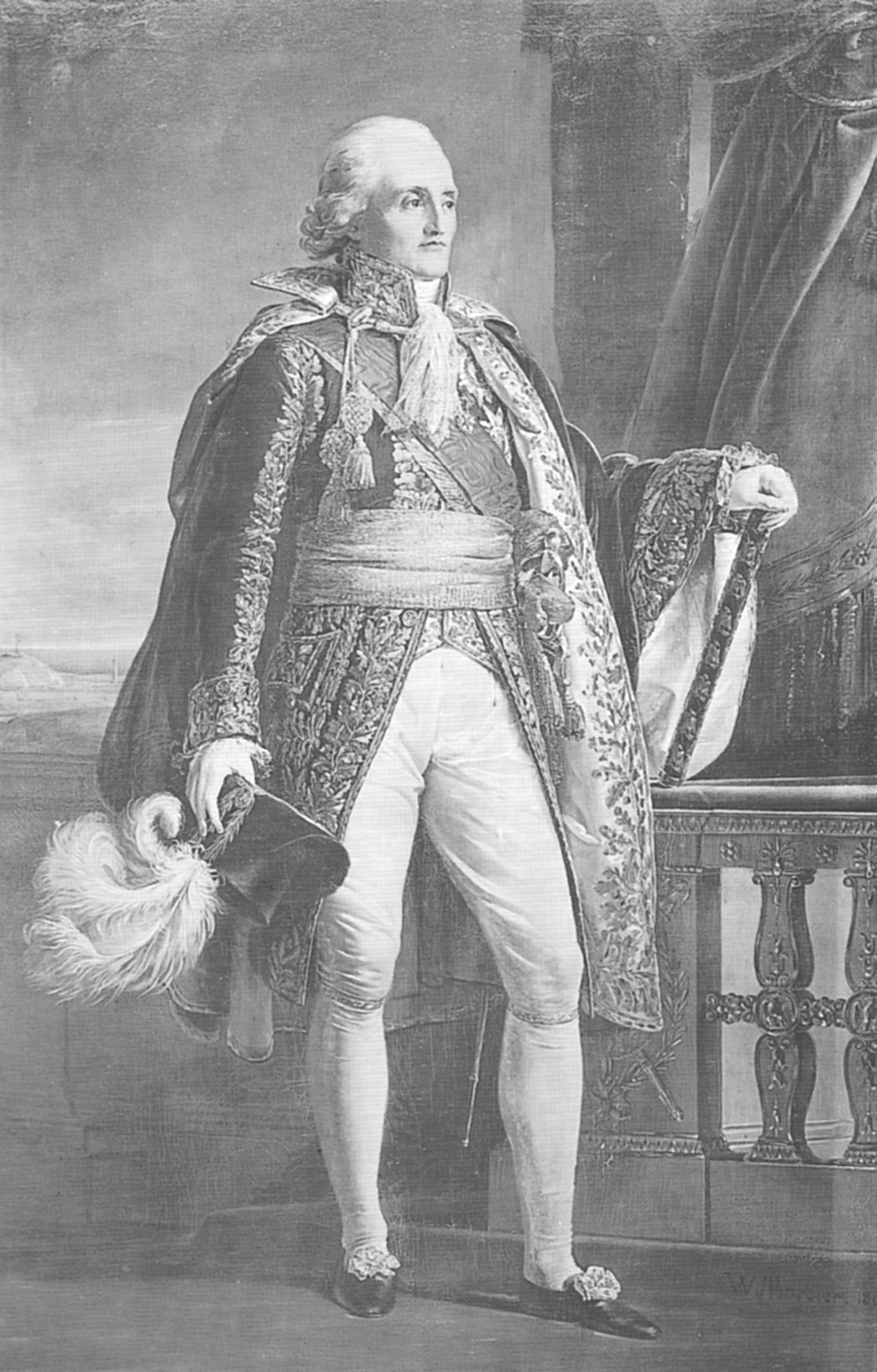
Le maréchal Moncey, commandant en chef le 3e corps de l'armée d'Espagne. Peinture de Jacques-Luc Barbier-Walbonne.

Le 1er février 1805 l'Empereur élève Musnier au grade de général de division. En novembre 1807, il est employé au corps d'observation des côtes de l'Océan, qui devient quelques mois plus tard le 3e corps de l'armée d'Espagne, sous les ordres du maréchal Moncey. À cette date, Napoléon a décidé d'envahir l'Espagne par la force et a obligé le roi Charles IV à abdiquer en faveur de Joseph Bonaparte. Sous divers prétextes, l'Empereur dirige d'importantes troupes dans la péninsule. En février 1808, les armées françaises prennent le contrôle d'un certain nombre de points stratégiques. Le 2 mai, à Madrid, la population se soulève contre les occupants, c'est le début de la guerre d'Espagne. Les troupes de Moncey, qui ont été parmi les premières à pénétrer en Espagne, alignent 24 430 hommes. La 1re division, commandée par le général Musnier, compte 9 700 soldats répartis en 17 bataillons. 
Chargé de réprimer la rébellion de Valence, le maréchal Moncey arrive devant la ville le 26 juin 1808 avec 9 000 soldats. Deux jours plus tard, il ordonne l'assaut, mais les Français subissent des pertes sévères et doivent battre en retraite vers Madrid. Le 1er août, après la défaite du général Dupont à Bailén, les Français évacuent Madrid et se retirent derrière l'Èbre, dans le nord du pays. Napoléon décide alors de reprendre les choses en main, et se rend lui-même en Espagne avec la Grande Armée. Le 3e corps de Moncey présente cette fois un effectif de 37 690 hommes. Musnier commande la 2e division. Après son échec du mois de juin, Moncey entame le second siège de Saragosse le 19 décembre 1808. Le maréchal a réuni dans ce but 38 000 fantassins, 3 500 cavaliers, 3 000 artilleurs et sapeurs du génie et 144 canons. La 2e division du général Musnier comprend les 114e et 115e de ligne, à trois bataillons chacun, ainsi que deux bataillons polonais du 1er régiment de la légion de la Vistule. Face à une défense espagnole déterminée, les Français doivent enlever la ville maison par maison. Après avoir perdu 10 000 soldats tués, blessés ou morts de maladie, Moncey s'empare de Saragosse le 20 février 1809. Les défenseurs ont subi des pertes trois fois supérieures à celles de leurs adversaires, pour la plupart de maladie.

#### Combats en Aragon

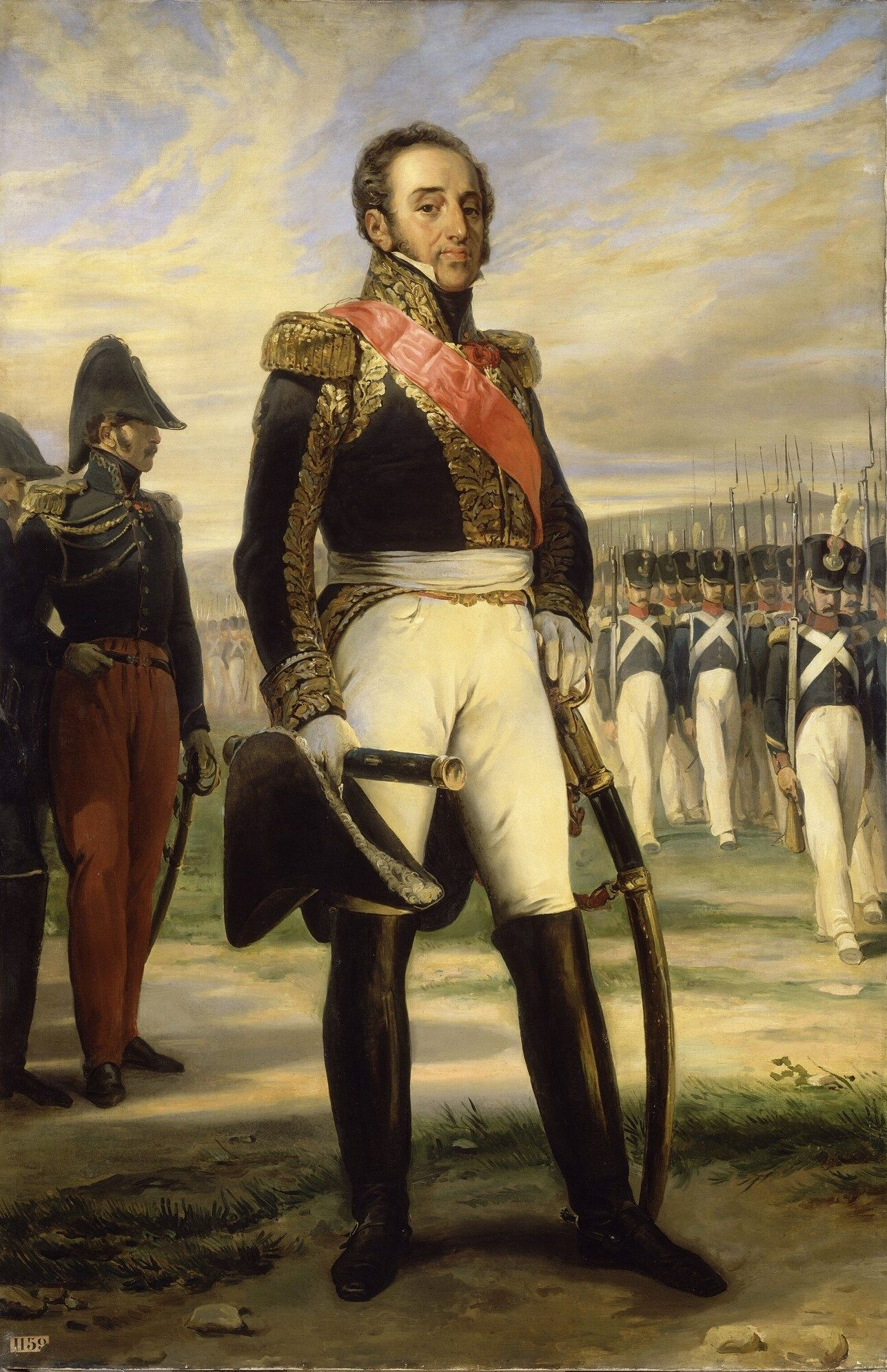
Le maréchal Suchet, commandant en chef de l'armée d'Aragon. Peinture de Jean-Baptiste Paulin Guérin.

Le 3e corps, désormais sous les ordres du général Junot, envahit le sud de l'Aragon après la chute de Saragosse. Cependant, les coups de main menés par les guérilleros espagnols contraignent les Français à abandonner certains territoires. La guerre avec l'Autriche étant imminente, Napoléon retire au 3e corps la moitié de son effectif. Entre-temps, Junot est remplacé à son poste par le général de division Louis-Gabriel Suchet. Le jour de la prise de commandement de Suchet, l'armée espagnole du général Blake se présente en Aragon. Suchet marche à sa rencontre avec ses troupes, et attaque Blake à Alcañiz, le 23 mai 1809. L'armée française dispose d'environ 7 300 fantassins, 500 cavaliers et 18 canons ; la 2e division de Musnier est constituée des mêmes unités qu'à Saragosse, avec en plus un bataillon du 121e de ligne. Les Espagnols, retranchés sur les hauteurs d'Alcañiz, ont quant à eux une légère supériorité numérique par rapport à leurs adversaires. La division Laval tâte l'aile droite de Blake, puis Suchet ordonne à Musnier d'attaquer au centre. Le général part à l'assaut avec les cinq bataillons du 114e de ligne et le 1er régiment polonais de la Vistule, formant une imposante colonne de 2 600 hommes. Cependant, l'artillerie espagnole tire à mitraille sur les Français et cause des pertes sensibles : pris sous un feu intense, les fantassins de Musnier se débandent. Suchet fait sonner rapidement la retraite. Le 3e corps a perdu 800 tués ou blessés, tandis que Blake ne compte que 300 hommes hors de combat. Cette défaite oblige Suchet à abandonner la majeure partie de l'Aragon. 
Fort de son succès, Blake marche sur Saragosse avec 20 000 hommes, et franchit la rivière Huerva avec le gros de ses troupes. De son côté, Suchet détache Laval et une brigade de 2 000 hommes pour observer les Espagnols sur la rive droite, tandis que lui-même affronte Blake le 15 juin 1809 à la bataille de María. Le général français déploie la division Musnier, qui a été renforcé par un bataillon de réserve, sur son flanc droit et la division Habert sur son flanc gauche. Suchet, qui attend des renforts, essaie de gagner du temps. Blake engage la division Musnier, mais il est repoussé par le 114e de ligne et les lanciers polonais de la Vistule. Les Français lancent une contre-attaque qui est cependant arrêtée par une tempête de grêle. Rejoint par des troupes fraîches, Suchet ordonne à Habert et à la cavalerie de Watier d'attaquer l'aile droite adverse. L'infanterie espagnole est enfoncée, et Blake se replie après avoir perdu quatre à cinq mille hommes et la plupart de ses canons.
Suchet poursuit les Espagnols, qui prennent position à côté du village de Belchite. Le 18 juin 1809 Suchet se présente face à eux, et entame les hostilités en attaquant leurs flancs. À gauche, la division Musnier progresse et refoule les troupes de Blake, tandis que le général Habert s'en prend à l'aile droite. Un coup de canon français fait sauter les magasins de munitions espagnols, ce qui provoque la panique puis la débandade. La victoire revient à Suchet, qui charge Musnier d'observer les mouvements de Blake tandis que lui-même retourne à Saragosse, afin de rétablir l'ordre. Les forces espagnoles sont anéanties, alors que les pertes françaises ne dépassent pas 200 tués ou blessés. Musnier passe le reste de l'année à pacifier le sud de l'Aragon ; il remporte quelques succès contre la guérilla, mais celle-ci se dérobe souvent à l'approche des colonnes françaises. 

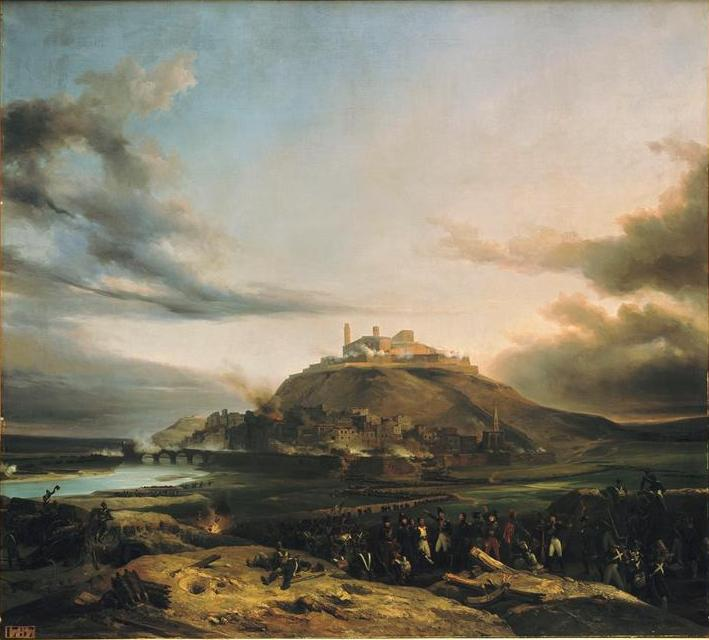
Siège de Lérida par le général Suchet, 1810. Huile sur toile de Jean-Charles-Joseph Rémond, 1836.

En janvier 1810 l'armée d'Aragon aligne environ 23 000 hommes, répartis en trois divisions d'infanterie commandées par les généraux Laval, Musnier et Habert, ainsi qu'une brigade de cavalerie sous les ordres du général Boussart. Avec onze bataillons totalisant 7 173 soldats, la 2e division de Musnier est la plus importante formation du corps de Suchet. Le roi Joseph, qui vient d'entrer en Andalousie, ordonne à Suchet de marcher sur Valence. Le général obtempère et atteint la ville le 6 mars, mais face à la détermination des défenseurs, il lève le siège peu après et retourne en Aragon. Suchet lutte un temps contre la guérilla, puis décide d'occuper Lérida où il arrive le 15 avril. Après avoir été informé de l'approche des troupes du général O'Donnell, Suchet prend avec lui la division Musnier et part à la rencontre de l'armée ennemie. Cependant, les deux adversaires se manquent, et Musnier revient à proximité de Lérida dans la nuit du 22 avril. 
Le lendemain matin, les troupes espagnoles du colonel Ibarrola se heurtent à un petit contingent français en couverture, commandé par le général Harispe. Ce dernier demande de l'aide à Musnier, qui accourt sur les lieux avec sa division. Celle-ci compte trois bataillons des 114e et 115e de ligne, deux bataillons polonais, le 4e hussards et deux batteries d'artillerie à pied. Ibarrola se replie alors rapidement sur Margalef, poursuivi par Musnier. Le 13e régiment de cuirassiers en profite pour charger les Espagnols de flanc et les taille en pièces. O'Donnell débouche à son tour sur le champ de bataille, mais les cuirassiers français enfoncent son arrière-garde et précipitent sa retraite. O'Donnell laisse sur le terrain 500 tués ou blessés ainsi que 2 000 prisonniers et trois canons. Ne pouvant plus compter sur aucune aide extérieure, Lérida tombe aux mains de Suchet à la mi-mai 1810. Pour compléter ce succès, Suchet ordonne au général Musnier d'assiéger Mequinenza. Ce dernier, avec deux brigades d'infanterie, engage les opérations de siège le 20 mai et prend la ville le 8 juin, en présence de Suchet. La reddition de la place permet aux Français de capturer un important stock de matériel militaire.

#### Derniers combats en Espagne

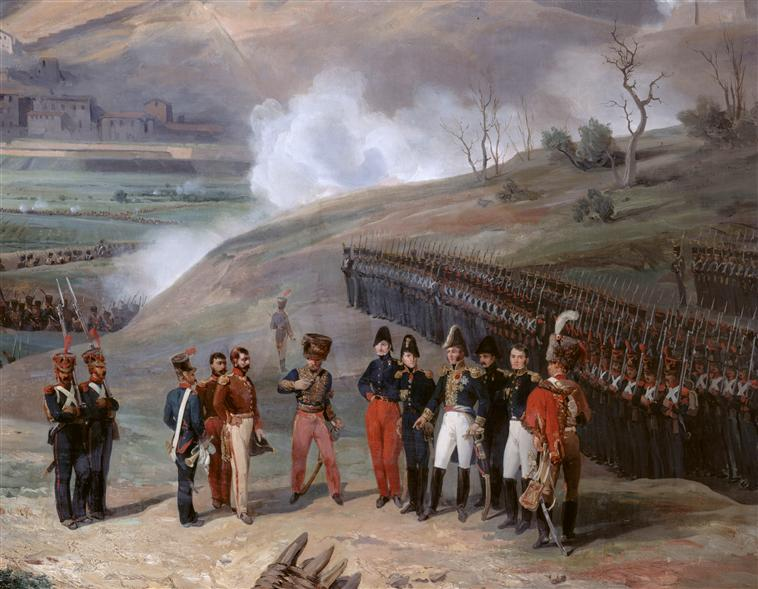
Le général Suchet reçoit la reddition de la ville de Tortose, le 2 janvier 1811. Huile sur toile de Jean-Charles-Joseph Rémond, 1837.

L'Empereur le récompense de sa conduite en le faisant comte de l'Empire puis grand officier de la Légion d'honneur. Le 26 novembre, la division Musnier est installée à Ulldecona lorsque son commandant est informé de l'approche d'un contingent espagnol commandé par le général Bassecourt. À la faveur de la nuit, celui-ci attaque un bataillon du 114e de ligne qui repousse les assaillants, tandis que Musnier ordonne à la cavalerie de se porter en avant. L'infanterie française refoule les Espagnols et capture 300 hommes, pendant que les cuirassiers et les hussards, sur directive de Musnier, sabrent les fuyards près de la Sénia. Du 16 décembre 1810 au 2 janvier 1811, Musnier est présent avec sa division au siège de Tortose, qui s'achève par la reddition espagnole. À ce moment, l'organisation de sa division est la même qu'à Mequinenza, à l'exception du 1er léger qui a remplacé le 115e de ligne.
Le 4 avril 1811 il bat un corps ennemi à Benicarló et fait 2 000 prisonniers. Cependant il ne participe pas au siège de Tarragone aux mois de mai et juin. Au 15 juillet, sa division est forte d'environ 7 700 hommes, répartis en onze bataillons. Il combat à la bataille de Sagonte le 25 octobre 1811. Sa division est alors composée des brigades Robert et Ficatier. Il est ensuite brièvement chargé de défendre l'Aragon avant de rejoindre le gros de l'armée. Musnier prend part au siège de Valence, qui dure de décembre 1811 jusqu'à janvier 1812, et qui aboutit à la capitulation du général Blake avec 16 000 hommes et 374 canons. La 1re division du corps de Suchet comprend trois bataillons des 114e et 121e de ligne et deux bataillons polonais des 1re et 2e légions de la Vistule.
À la bataille de Castalla le 13 avril 1813, c'est le général Robert qui commande la 1re division en l'absence de Musnier. En juin 1813, la division Musnier présente à l'effectif près de 4 200 hommes répartis en sept bataillons. Toutefois, les troupes du général ne sont pas engagées au combat du col d'Ordal, le 13 septembre 1813, et à la fin de l'année, la division est réduite à 3 500 soldats en six bataillons.

#### Campagne de France de 1814
À la fin de l'année 1813, Musnier est rappelé en France où il est chargé de l'inspection des places fortes. Le 23 décembre il reçoit le commandement de la réserve de l'armée de Genève. En janvier 1814, au début de la campagne de France, il est affecté à l'armée de Lyon, commandée par le maréchal Augereau. Le général amène également avec lui plusieurs détachements de l'armée d'Espagne, composés de soldats expérimentés. Cependant, malgré les injonctions répétées de l'Empereur, Augereau n'est pas enclin à livrer bataille et n'exécute aucun mouvement. Napoléon, furieux, lui fait parvenir une nouvelle dépêche : « Quoi, six heures après avoir reçu les premières troupes venant d'Espagne, vous n'étiez pas déjà en campagne ? ». Devant l'inaction de leur chef, les généraux Musnier et Pannetier décident de prendre eux-mêmes l'offensive. Tandis que ce dernier occupe Mâcon, Musnier bat les Autrichiens du général Bubna à Meximieux et s'empare de Bourg-en-Bresse, puis de Nantua.
Le 11 mars 1814 il bat les avant-postes autrichiens à Charnay (Rhône), près de Villefranche-sur-Saône, et les repousse vers Maison-Blanche. Il est alors stoppé dans son mouvement par le général Bianchi et ses 8 000 soldats autrichiens. Les forces assez hétéroclites de Musnier se montent à 6 000 hommes, et comprennent des éléments du 32e léger, des 20e, 23e et 67e de ligne, du 13e cuirassiers, du 12e hussards et de la Garde nationale de Toulon. Les Français reculent en laissant 800 tués et blessés sur le terrain, ainsi que 500 prisonniers et deux canons. Les pertes autrichiennes sont de 450 tués ou blessés, avec autant de prisonniers.

### Après l'Empire

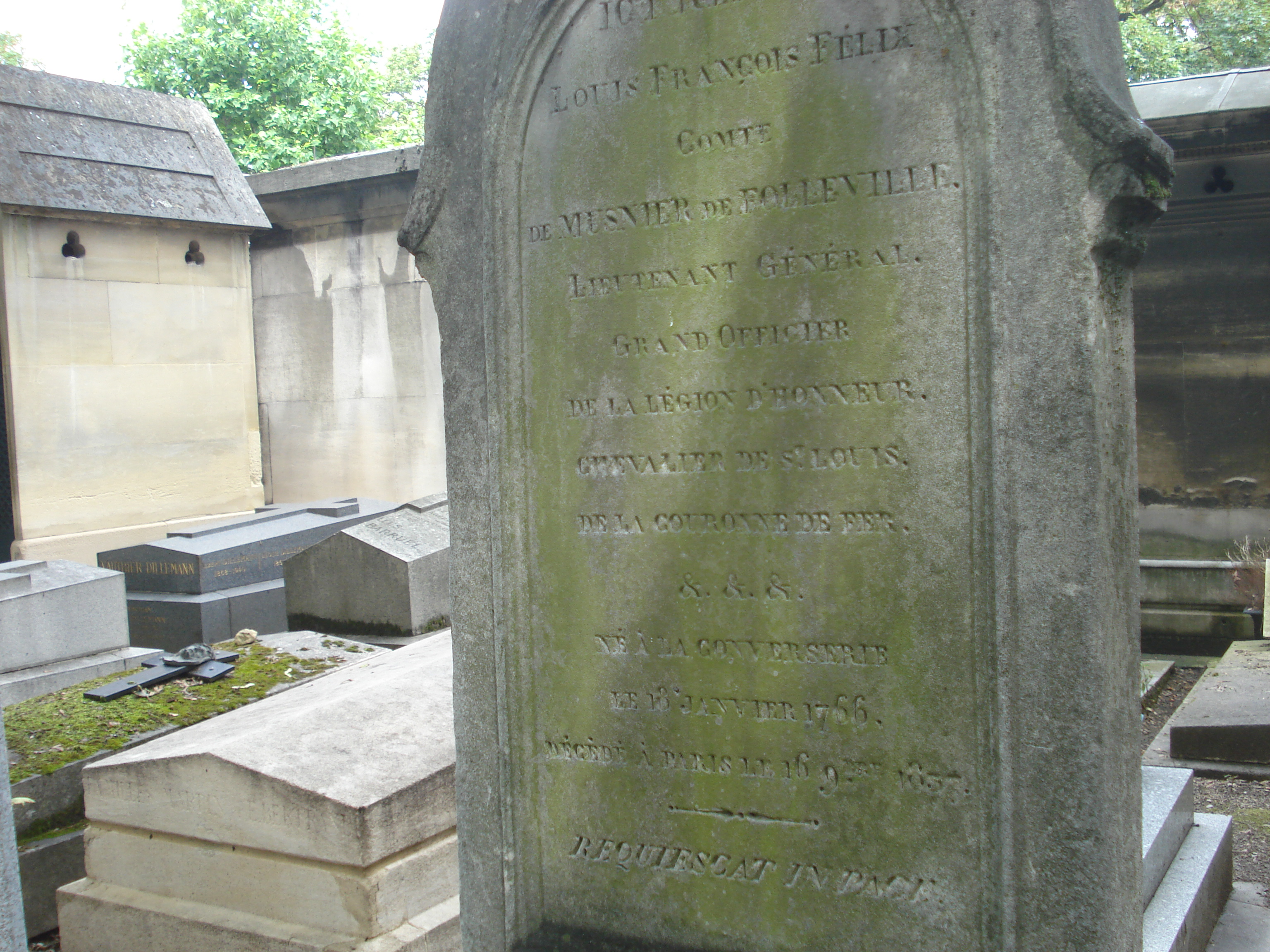
Sa tombe au cimetière Montmartre, avenue Saint-Charles.

À la première Restauration, le général Musnier adhère aux actes du Sénat, et est fait chevalier de Saint-Louis par Louis XVIII le 27 juin. Il est nommé inspecteur général de l'infanterie des places de Boulogne, Calais, Saint-Omer et Dunkerque. Le 31 décembre 1814, il est fait comte, puis est désigné par l'Empereur pour inspecter les 10e, 11e et 20e divisions militaires. Mis à la retraite le 4 septembre suivant par ordonnance royale, et placé dans le cadre de réserve de l'état-major général de l'armée le 17 février 1831, il prend définitivement sa retraite le 1er mars 1832. 
Il meurt à Paris le 16 novembre 1837, et est inhumé au cimetière Montmartre, 32e division, avenue Saint-Charles. Son nom est inscrit sur le côté Ouest de l'arc de triomphe de l'Étoile.

## Famille
- André François de Musnier (1718- ), écuyer, seigneur de La Converserie, marié à Barbe Julie Félicité de Caboche de La Converserie (1736- ),
  - Louis François Félix Musnier de La Converserie (1766-1837) épouse, en 1801,  Adèle Françoise Gabrielle de Folleville (Serches -Aisne - 27 juin 1782, Manancourt - Somme - 19 décembre 1864), fille d'Antoine Charles Gabriel, marquis de Folleville, colonel, chevalier de Saint Louis, ancien député à l'Assemblée constituante, et de Catherine Charlotte Patissier de Bussy ,
    - Amélie Charlotte Julie Musnier de Folleville (Manancourt - Somme - 16 septembre 1803, Paris 17 juillet 1836), mariée en 1823 avec Hilaire Étienne Octave Rouillé de Boissy (1798-1866) 
      - Octavie Rouillé de Boissy (1824-1866), mariée en 1843 à Charles Louis Josselin de Rohan-Chabot, 10e duc de Rohan (1819-1893)
      - Félicie Catherine Amélie Rouillé du Coudray (ca 1827-1860).

  - Augustin Joseph Musnier de La Converserie (1768-1841), sous-préfet de Paimbœuf en 1810, préfet du Morbihan (1815-1816), préfet de Lot-et-Garonne (1816-1821).
  - Lucie Agathe Musnier de La Converserie (1775-1864), mariée en 1826 avec Louis Amable Laurent de La Toison, marquis de Rocheblanche (1770-1857).

## Distinctions
- Grand officier de la Légion d'honneur[40],
- chevalier de Saint-Louis,
- chevalier de la Couronne de fer.